# Moorhead (Iowa)
Moorhead es una ciudad ubicada en el condado de Monona en el estado estadounidense de Iowa. En el Censo de 2010 tenía una población de 226 habitantes y una densidad poblacional de 270,15 personas por km².

## Geografía
Moorhead se encuentra ubicada en las coordenadas 41°55′28″N 95°51′3″O / 41.92444, -95.85083. Según la Oficina del Censo de los Estados Unidos, Moorhead tiene una superficie total de 0.84 km², de la cual 0.84 km² corresponden a tierra firme y (0%) 0 km² es agua.

## Demografía
Según el censo de 2010, había 226 personas residiendo en Moorhead. La densidad de población era de 270,15 hab./km². De los 226 habitantes, Moorhead estaba compuesto por el 98.23% blancos, el 0.44% eran afroamericanos, el 0% eran amerindios, el 0.88% eran asiáticos, el 0% eran isleños del Pacífico, el 0% eran de otras razas y el 0.44% pertenecían a dos o más razas. Del total de la población el 0.88% eran hispanos o latinos de cualquier raza.